# Gorr, O Carniceiro dos Deuses
Gorr, O Carniceiro dos Deuses é um supervilão fictício que aparece nas história em quadrinhos publicados nos Estados Unidos pela editora Marvel Comics.
O personagem fez sua estreia no filme Thor: Love and Thunder (2022), no Universo Cinematográfico Marvel, interpretado por Christian Bale.

## Publicação
Jason Aaron e Esad Ribić decidiram relançar a franquia Thor durante a Marvel NOW. Gorr apareceu pela primeira vez em Thor: God of Thunder #1 (janeiro de 2013).

## História

### Origem
Gorr, o Carniceiro dos Deuses, nasceu em um planeta sem nome, quase todos os dias à beira da fome. Ele foi ensinado a confiar nos deuses, mas eles nunca respondiam às suas orações. Em tenra idade, sua mãe e seu pai morreram, deixando Gorr para se defender sozinho no ambiente hostil. Anos depois, ele se casou e teve alguns filhos. No entanto, a maioria deles morreu. A companheira grávida de Gorr, Arra, foi morta durante um terremoto, e um por um seus filhos morreram até que ele ficou com um filho, Agar. Quando Agar estava à beira da morte devido à fome, Gorr procurou aliviar seu sofrimento e disse a seu filho que eles logo alcançariam uma floresta onde nunca passariam fome novamente.

### Carniceiro dos Deuses
Afligido pela dor após a morte de Agar, Gorr perdeu as esperanças e externamente expressou sua crença de que não havia deuses, pelo que foi exilado por seu povo supersticioso. Enquanto vagava pelo deserto rezando para morrer, Gorr testemunhou um par de deuses lutando um deus mais velho chamado Knull e um deus de pele roxa com armadura de ouro mergulhar do céu e aterrissar nas proximidades. Chocado ao perceber que os deuses existiam, Gorr ficou furioso quando o deus com armadura de ouro implorou por ajuda; a espada do deus escuro se transformando em uma massa amorfa de escuridão viva e se unindo a ele. Gorr usou sua nova arma, All-Black the Necrosword , para matar o deus com armadura de ouro; então jurou buscar vingança contra todos os deuses por nunca responder a suas orações, e partiu para matar todos eles. Gorr desprezava qualquer deus e viajou pelo cosmos por milhares de anos para se vingar, embarcando em uma cruzada deicida na qual ele supostamente matou muitos deuses do medo, guerra, caos, genocídio, vingança, pragas, terremotos, sangue, ira, ciúme, morte, degradação e alguns deuses da poesia e flores.

### Encontro de Thor
Em algum ponto do século 9, Gorr chegou à Terra e matou um deus das Américas; o corpo lavando nas costas da Islândia, onde foi encontrado por Thor.  Mais tarde, enquanto acompanhava um grupo de invasão viking à Rússia, Thor encontrou alguns dos deuses eslavos mortos. Thor foi atacado por Gorr, que quase conseguiu matar Thor, mas pouco antes do golpe mortal Thor conjurou um raio que nocauteou os dois. Gorr se recuperou e escapou para uma caverna, onde mais uma vez lutou contra Thor. Apesar de Gorr tentar torturar Thor para obter informações sobre a localização de Asgard por dezessete dias, Thor aguentou o tempo suficiente para que seus adoradores Viking o encontrassem, distraindo Gorr por tempo suficiente para que Thor se recuperasse e cortasse o braço direito de Gorr, acreditando que ele havia conseguido matá-lo.
Gorr sobreviveu ao encontro no entanto e passaria os próximos mil anos massacrando mais e mais deuses, ficando cada vez mais forte e reunindo um exército de lacaios das trevas para ajudá-lo em sua cruzada. Thor mais uma vez percebeu as atividades de Gorr séculos depois e começou a caçá-lo quando uma oração o convocou para um mundo sem deuses, reconhecendo a obra de Gorr quando ele encontrou as divindades do mundo massacradas. Enquanto Thor foi para a caverna onde eles lutaram para procurá-lo, Gorr atacou Chronux para reivindicar o Pool of Forevers e usou o sangue dos Deuses do Tempo para atravessar a corrente do tempo. Ele voltou ao início do universo e matou um dos primeiros deuses mais velhos, levando o coração da divindade infantil como um troféu. Ele então avançou no tempo milênios para o futuro e chegou à Terra-14412, reivindicando um mundo desolado para servir como sua base de operações e escravizando todos os deuses que ele pudesse capturar, exceto o Pai-de-Todos Thor, que ele rotineiramente atormentava por seus fracassos. Ao longo dos próximos novecentos anos, Gorr forçou os deuses escravizados a minerar planetas quebrados e os núcleos das estrelas em busca de material para construir a Godbomb, que ele pretendia usar para exterminar todos os deuses em toda a corrente do tempo. Gorr também criou construções de sua falecida esposa e filho do simbionte All-Black, embora sem que ele soubesse, seu "filho" personificava sua autoaversão subconsciente.
Após a chegada de Thor, o Vingador da Terra-616, Gorr enviou Black Berserkers ao passado para pegar o jovem Thor de cerca de 800 d.c o Thor que ele conheceu e o trouxe de volta ao futuro, onde foi escravizado junto com o outro restantes deuses. O jovem Thor, usando um pedaço de uma estrela, tentou destruir a Godbomb, mas foi catapultado para fora do planeta, onde se encontrou com Thor, o Vingador, e o Rei Thor. Os três decidiram atacar Gorr e seu planeta pela última vez e quase conseguiram matá-lo, mas devido a absorver o poder dos deuses que ele havia matado, Gorr era muito poderoso e derrotou os três Thors, deixando-os para morrer, e partiu para ativar o Godbomb. Quando o constructo de sua esposa o chamou de deus, Gorr com raiva a matou.
No entanto, "Agar" decidiu ajudar Thor, o Vingador, a derrubar o Deus Carniceiro, reconhecendo que seu pai havia se tornado essencialmente a coisa que ele sempre desprezou. Carregado pelas orações do filho, assim como por cada deus sobrevivente através do espaço e do tempo, Thor absorveu a explosão do Godbomb, bem como a Necrosword. Usando seu poder, Thor foi capaz de enfraquecer Gorr, com "Agar" denunciando Gorr como o Deus da Hipocrisia antes que o próprio passado de Thor finalmente o matasse.

### Morte e a ressurreição
Mesmo após a morte, Gorr conseguiu deixar sua marca no Thor da Terra-616, já que a filosofia de Gorr foi responsável por Thor se tornar indigno e ser incapaz de erguer Mjolnir.
A consciência de Gorr estava contida dentro do All-Black, finalmente em paz em um mundo sem deuses. Eons após sua morte, Gorr foi ressuscitado pelo Rei Loki - o então anfitrião do All-Black - a fim de matá-lo depois que ele matou o Pai de Todos Thor. Em vez disso, Gorr interrompeu seu duelo recuperando o All-Black e empalando o Rei Loki pelas costas com ele. Crucificando Thor e Loki, Gorr zombou de ambos, mas foi lançado em órbita pelo Poder do Pai de Todos. Recordando as peças espalhadas e ramificações de All-Black, Gorr enfrentou o Pai-de-todos Thor em uma batalha que devastou os sistemas solares, prometendo fazer Thor assistir enquanto massacrava os habitantes de Midgard e todas as outras formas de vida remanescentes no cosmos antes de criar a sua própria e garantindo que eles estivessem desprovidos da necessidade de adoração. Atacado por Loki, Gorr o mutilou antes de engolfar os dois irmãos em All-Black, declarando que ele havia transcendido a mortalidade e se tornado não um mero deus, mas uma força da natureza.
Os deuses que Thor salvou e enviou para Indigarr bilhões de anos no passado foram despertados pelas Deusas do Trovão, que voltaram a tempo de salvar seu avô e seu tio. Oprimido, Gorr foi decapitado por Atli Wodendottir, mas sua consciência residia em All-Black, o antigo simbionte precedente para infectar o próprio universo. Gorr tentou devorar Thor manifestando um buraco negro, mas foi distraído pelo Rei Loki contando-lhe a história de todos os feitos heróicos que Thor já havia realizado - ganhando tempo para Thor liberar todo o poder do Deus Tempestade de dentro de Mjolnir, destruindo o simbionte All-Black. Restaurado à vida como mortal, mas com amnésia e insano, Gorr foi levado pelo Sky Lords of Indigarr para viver o resto de seus dias em paz.

## Poderes e Habilidades

### Poderes
Gorr atualmente não possui habilidades sobre-humanas. 
- All-Black the Necrosword: Gorr era originalmente um mortal alienígena completamente desprovido de qualquer forma de habilidades sobre-humanas. Após a colagem para "All-Preto do Necrosword", uma simbiótica arma Gorr encontrada no corpo de um deus ferido, Gorr atingido as seguintes competências:
- Manipulação de matéria constituinte: Gorr pode usar o abismo vivo que compreende o Todo-Negro para criar uma variedade de construções, como asas, armas, armaduras e uma capa; embora a forma preferida de All-Black seja uma espada. Gorr também foi capaz de criar ramificações semi-sencientes de All-Black, apelidadas de Black Berserkers, para cumprir suas ordens.
- Força sobre-humana: Gorr tem força que é pelo menos comparável à de Thor, se não maior. Ele foi capaz de derrotar o jovem Thor, o atual Thor e o Allfather Thor ao mesmo tempo, e derrotou sozinho muitos milhões de deuses em combate aberto, incluindo um que supostamente "lutou com buracos negros para se divertir" Ele também é capaz de clivar sem esforço planetas e até estrelas usando All-Black.
- Durabilidade sobre-humana: Gorr é extremamente durável contra todas as formas de trauma e pode sobreviver a um enorme relâmpago invocado por Thor, ou a Godblast da Força de Thor do Pai-de-Deus que o impulsionou a "vários anos-luz" de distância em questão de segundos.
- Velocidade sobre-humana: Gorr pode voar a velocidades estonteantes, como quando ele rapidamente alcançou o deus do trovão em seu primeiro encontro.
- Reflexos sobre-humanos: Gorr foi capaz de pegar Thor facilmente desprevenido, assim como muitos outros deuses.
- Longevidade: Gorr viveu por vários bilhões de anos e ainda parece estar em sua melhor forma, como resultado de All-Black torná-lo imune ao envelhecimento.
- Regeneração: Gorr é capaz de se recuperar de um raio em quatro dias sem sinais de lesão, bem como voltar a crescer ou reconectar um braço que Thor havia cortado.

### Habilidades
- Habilidades de combate: Gorr tem pelo menos três mil anos de experiência em combate e é habilidoso o suficiente com armas para duelar com os deuses com facilidade.
- Mestre Torturador: Ele é um torturador muito habilidoso e afirmou que torturou um deus da tortura uma vez.

### Fraquezas
- Fire and Sonics: Apesar de All-Black ser aparentemente vulnerável ao calor e vibrações sônicas, Gorr resistiu a ser imerso em lava e plasma estelar sem sofrer ferimentos.
- Dependência: o poder de Gorr depende inteiramente de seu simbionte, que por sua vez depende do sangue dos deuses para ter poder. Quanto mais deuses mortos pela Necrosword ou seus constructos, mais poder ela pode fornecer ao seu usuário; embora este poder deva ser reabastecido à medida que é usado.

## Em outras mídias
Gorr, apareceu em Thor: Love and Thunder da Marvel Studios, interpretado por Christian Bale.